# D. J. Johnson
Darrell Jerome "D. J." Johnson, Jr. (San Luis, Misuri, 8 de octubre de 1993) es un jugador de baloncesto estadounidense que actualmente se encuentra sin equipo. Con 2,03 metros de estatura, juega en la posición de alero.

## Trayectoria deportiva
Jugó durante cuatro temporadas con los Kansas State Wildcats, donde la temporada 2016-17 anotaría 11.3 puntos y 5.7 rebotes por partido. Tras no ser elegido en el Draft de la NBA de 2017, firmó su primer contrato profesional con el Lavrio B.C. de la A1 Ethniki.